# Double fécondation
En botanique, la double fécondation (ou xénie) est une fonction particulière à la reproduction des angiospermes. Le grain de pollen contient deux noyaux, tous deux haploïdes (n chromosome), alors que par exemple le spermatozoïde des mammifères ne contient qu'un seul noyau. Un de ces noyaux est destiné à féconder l'oosphère, ce qui donnera l’embryon, à l’origine de la future plante. Le deuxième s'unit aux noyaux polaires à l'origine de l'albumen, tissu alors triploïde (3n chromosomes) qui fait partie de la graine et qui servira généralement à nourrir l'embryon.